# Dusona transvaalensis
Dusona transvaalensis là một loài tò vò trong họ Ichneumonidae.